# Resistencia Sport Club
Maillots
Actualités
Le Resistencia Sport Club est un club paraguayen de football basé à Asuncion. 

## Histoire
Le club est fondé en 1917, il sera quatre fois champion de deuxième division mais promu que trois fois en première division, en 1966 après son premier titre en 2e division le club ne peut monter, ses infrastructures n'étant pas aux normes. En 1975, le club est de nouveau champion au deuxième niveau et accède en première division, il y séjournera deux saisons. Au début des années 80, le Resistencia refera un aller-retour, il faudra attendre 18 années pour un retour dans l'élite paraguayenne, mais n'y séjournera qu'une seule saison, en 1999.
En 2002, le club connaîtra même la troisième division et retrouvera le deuxième niveau en 2011. En 2018, le club se distingue dans la première édition de la Coupe du Paraguay en étant le seul club de deuxième division à atteindre les demi-finales.
En 2021, 23 ans après le club revient en première division.
.

## Palmarès
- Championnat du Paraguay de deuxième division (4) :
  - Champion : 1966, 1975, 1980 et 1998